# Satoko Tanaka
Satoko Tanaka (n. 3 februarie 1942, Sasebo, Japonia) este o înotătoare ce a reprezentat Japonia, medaliată olimpică. A participat la o ediție a Jocurilor Olimpice (1960) în care a câștigat o medalie de bronz.